# Hakim Abbaci
Hakim Abbaci, né le 4 juillet 1960 à Amizour, et mort le 27 décembre 2013, est un peintre algérien.

## Biographie
Hakim Abbaci est né le 4 juillet 1960 à Amizour. Il est diplômé de l'école nationale des beaux-arts d'Alger en 1982 et de l'académie des beaux-arts de Rome en 1988. Il est titulaire d'un master en conservation du patrimoine de l'Institut d'art et de restauration de Florence. À partir de 1994, il enseigne les techniques de la peinture à l'Ecole supérieure des beaux-arts d'Alger.
Hakim Abbaci meurt le 27 décembre 2013.

## Expositions individuelles
- 1986 : Ascoli Piceno[6]
- 1987, 2001 et 2007 : Alger[6]
- 1988 : Naples[6]
- 1994 : Oran[6]
- 1995 : Rome[6]